# مده‌آ (فیلم ۱۹۶۹)
مده‌آ (به انگلیسی: Medea) فیلمی به کارگردانی پیر پائولو پازولینی محصول ۱۹۶۹ بر اساس نمایشنامه مده‌آ نوشته اوریپید می‌باشد. در فیلم خواننده مشهور اپرا ماریا کالاس هم به ایفای نقش می‌پردازد، اگرچه آواز نمی‌خواند.
نکات جالب توجه در این فیلم، موسیقی آغازین آن است که توسط نوازنده معاصر ایرانی حسین ملک نواخته شده است.
در سکانسی از این فیلم، پازولینی از آواز اکبر گلپایگانی به همراهی تار نور علی برومند استفاده کرده است. پس از اکران فیلم، گلپایگانی از سازنده فیلم به خاطر رعایت نکردن حق کپی‌رایت شکایت کرد و یک میلیون دلار غرامت گرفت.

## داستان فیلم
سفر جیسون و آرگونات‌ها به سرزمین مده‌آ، در جستجوی خلعت طلایی با سختی‌هایی روبرو می‌شود.